# Ampelisca spinimana
Ampelisca spinimana är en kräftdjursart som beskrevs av Édouard Chevreux 1900. Ampelisca spinimana ingår i släktet Ampelisca och familjen Ampeliscidae. Inga underarter finns listade i Catalogue of Life.